# Associazione Calcio Valdagno 1994-1995
Questa voce raccoglie le informazioni riguardanti l'Associazione Calcio Valdagno nelle competizioni ufficiali della stagione 1994-1995.

## Rosa
| N. |                   | Ruolo | Calciatore         |
| -- | ----------------- | ----- | ------------------ |
|    | Italia (bandiera) | A     | Simone Blaseotto   |
|    | Italia (bandiera) | C     | Roberto Bonvicini  |
|    | Italia (bandiera) | A     | Bartolo Bosaglia   |
|    | Italia (bandiera) | C     | Andrea Cicconi     |
|    | Italia (bandiera) | P     | Marco Cristi       |
|    | Italia (bandiera) | C     | Marco Faggin       |
|    | Italia (bandiera) | D     | Michele Favaretto  |
|    | Italia (bandiera) | D     | Maurizio Ferrarese |
|    | Italia (bandiera) | C     | Daniele Giammei    |
|    | Italia (bandiera) | C     | Gualtiero Grandini |

| N. |                   | Ruolo | Calciatore           |
| -- | ----------------- | ----- | -------------------- |
|    | Italia (bandiera) | C     | Massimiliano Lazzoni |
|    | Italia (bandiera) | C     | Salvatore Mantovani  |
|    | Italia (bandiera) | A     | Enrico Sambo         |
|    | Italia (bandiera) | C     | Marco Scanavacca     |
|    | Italia (bandiera) | D     | Agostino Siviero     |
|    | Italia (bandiera) | C     | Loris Tagliapietra   |
|    | Italia (bandiera) | A     | Dante Tamagnini      |
|    | Italia (bandiera) | D     | Enzo Tomnezzoli      |
|    | Italia (bandiera) | C     | Alberto Trevisan     |
|    | Italia (bandiera) | P     | Mirco Vignale        |